# NGC 3302
NGC 3302 је лентикуларна галаксија у сазвежђу Шмрк (Пумпа) која се налази на NGC листи објеката дубоког неба.
Деклинација објекта је - 32° 21' 30" а ректасцензија 10h 35m 47,4s. Привидна величина (магнитуда) објекта NGC 3302 износи 12,5 а фотографска магнитуда 13,5. NGC 3302 је још познат и под ознакама ESO 437-7, MCG -5-25-20, AM 1033-320, PGC 31391.